# Daouda Sow
Daouda Sow (født 19. januar 1983 i Roubaix) er en fransk bokser, som konkurrerer i vægtklassen super-fjervægt og i letvægt. Som amatør opnåede Sow sit  største internationale resultat med en sølvmedalje fra Sommer-OL 2008 i Beijing, Kina, hvor han repræsenterede Frankrig under Sommer-OL 2008 og i tabte finalen mod Aleksei Tishchenko fra Rusland.
Sow debuterede som professionel bokser den 4. juli 2009. 